# Xã Little Texas, Quận Scott, Arkansas
Xã Little Texas (tiếng Anh: Little Texas Township) là một xã thuộc quận Scott, tiểu bang Arkansas, Hoa Kỳ. Năm 2010, dân số của xã này là 16 người.